# Интерференция (психология)
Интерференция (психология)  — теория, относящаяся к человеческой памяти. Интерференция появляется при обучении, когда происходит взаимодействие между новым материалом и уже имеющимися воспоминаниями, что ведёт к негативному влиянию на усвоение нового материала.
Главным допущением интерференционной теории является то, что хранящаяся информация целостна и не повреждена, но не может быть воспроизведена из-за конкуренции с новополученной информацией.
Существует 2 основных вида интерференции: проактивная интерференция и ретроактивная интерференция.
Проактивная интерференция — ухудшение сохранения заучиваемого материала под влиянием предварительно заученного. То есть индивид испытывает трудности с запоминанием новой информации, так как на процесс кодирования и сохранения этой новой информации влияют уже имеющиеся воспоминания. Мозговыми структурами, ответственными за проактивную интерференцию, являются вентролатеральная префронтальная кора и левая передняя префронтальная кора.
Ретроактивная интерференция — ухудшение сохранения заученного материала, вызванное заучиванием или оперированием с последующим материалом. То есть новая информация воздействует на уже существующие воспоминания, искажая их или нарушая способность их воспроизведения. Мозговым субстратом, ответственным за ретроактивную интерференцию, является левая передняя вентральная префронтальная кора.